# طرخشقون إلياني
طرخشقون إلياني (الاسم العلمي:Taraxacum iliense) هو نوع من النباتات يتبع جنس الطرخشقون من الفصيلة النجمية.